# Torre Bencich
Torre Bencich je zgrada koju je koncem 1920-ih dao izgraditi bogati argentinski brodovlasnik hrvatskog podrijetla Nikola Mihanović. Nalazi se na adresi Arroyo 841, Buenos Aires.

## Ime
Kroz povijest se zvala i "Torre Mihanovich", a danas, nakon obnove, nosi ime "Hotel Sofitel".

## O neboderu
Mihanović ju je dao izgraditi da bi mogao s njena vrha promatrati svoje brodove kako uplovljavaju u Buenos Aires.
Izgrađena je u art-deco stilu, a graditeljske radove je izvela tvrtka braće Benčić (Hermanos Bencich).
Nalazi se na adresi 841/849, Arroyo, Retiro, ima 20 katova i visoka je 80 metara pa je bila u svoje vrijeme bila najviša zgrada u Buenos Airesu. Prvotni izvorni projekt arhitekata Calva, Jacobsa i Giméneza, koji je predviđao 30 katova i 95 metara visine "srezan" je jer bi po ondašnjim tehnikama izgradnje tih dodatnih 10 katova znatno povećavalo raznorazne pogibli i opasnosti.
Vremenom je počela oronjavati, a i nije više bila najviša, odnosno drugi neboderi su ju nadvisili, ali je 2002. ipak obnovljena i vraćen joj je stari sjaj.

## Vanjske poveznice
- http://skyscraperpage.com/cities/?buildingID=43435 Na SkyscraperPage.com
- http://www.observatur.edu.ar/index.php?option=com_content&task=view&id=156&Itemid=74%5Bneaktivna+poveznica%5D
- Panoramio  Arhivirana inačica izvorne stranice od 22. listopada 2016. (Wayback Machine)